# Kozare
Kozare is een plaats en voormalige gemeente in de stad (bashkia) Kuçovë in de prefectuur Berat in Albanië. Tegenwoordig doet Kozare dienst als deelgemeente en is een bestuurseenheid zonder verdere bestuurlijke bevoegdheden. De plaats telde bij de census van 2011 5.622 inwoners.